# Уизерспун, Реджи
Реджи Уизерспун (англ. Regi Witherspoon; 31 мая 1985) — американский легкоатлет, олимпийский чемпион.

## Биография
Родился 31 мая 1985 года в Пасадине, штат Калифорния.
Выступал за университет Флориды, а затем за университет Бэйлора. Он был частью сборной США, завоевавшей золотую медаль в мужской эстафете 4×400 м на Олимпийских играх 2008 года в Пекине. Уизерспун также установил национальный рекорд средней школы в помещении на дистанции 400 м, которым обладал Уильям Рид, со временем 46,11 секунды на национальном школьном чемпионате в помещении 2003 года в Нью-Йорке.